# Operación Greenhouse
La Operación Greenhouse (Operación Invernadero)  fue la quinta serie de ensayos nucleares de Estados Unidos, la segunda realizada en 1951 y la primera en probar principios que conducirían al desarrollo de armas termonucleares (bombas de hidrógeno). Realizado en el nuevo Campo de Pruebas del Pacífico , específicamente en las islas del Atolón de Enewetak, todos los dispositivos fueron montados en grandes torres de acero, para simular explosiones de aire. Esta serie de pruebas de armas nucleares fue precedida por la Operación Ranger y sucedido por la Operación Buster-Jangle.
La Operación Greenhouse mostró diseños nuevos y agresivos para armas nucleares. La idea principal era reducir el tamaño, el peso y, lo que es más importante, reducir la cantidad de material fisible necesario para las armas nucleares, al tiempo que aumentaba el poder destructivo. Con la primera prueba nuclear de la Unión Soviética un año y medio antes, los Estados Unidos habían comenzado a almacenar los nuevos diseños antes de que realmente se probaran. Así, el éxito de la Operación Invernadero fue vital antes de que pudiera continuar el desarrollo de las armas termonucleares.
En el islote de Mujinkarikku se construyeron varios edificios objetivo, incluyendo búnkeres, casas y fábricas para probar los efectos de las armas nucleares.
| Nombre | Fecha y hora (UT)              | Zona horaria local | Ubicación                                                                   | Elevación + altura              | Entrega, Propósito                   | Dispositivo | Rendimiento | Precipitación de polvillo radiactivo | Referencias                   | Notas |
| ------ | ------------------------------ | ------------------ | --------------------------------------------------------------------------- | ------------------------------- | ------------------------------------ | ----------- | ----------- | ------------------------------------ | ----------------------------- | --- |
| Dog    | 1951 de abril de 7 17:33:57.8  | MHT (11 hrs)       | Runit (Yvonne), Enewetak Atoll 11°33′08″N 162°20′47″E / 11.55234, 162.34648 | 2 m (6 ft 7 in) + 91 m (299 ft) | torre, desarrollo de armas           | Mk-6D       | 81 kt       |                                      | [ 2 ] [ 3 ] [ 4 ] [ 5 ] [ 6 ] | Prueba de prueba de Mark 6, implosión de 60 puntos. Hansen dice "extremo norte de Runit". |
| Easy   | 1951 de abril de 20 17:27:00.1 | MHT (11 hrs)       | Enjebi (Janet), Enewetak Atoll 11°39′56″N 162°14′02″E / 11.66543, 162.23379 | 2 m (6 ft 7 in) + 91 m (299 ft) | torre, desarrollo de armas y efectos | TX-5D       | 47 kt       |                                      | [ 2 ] [ 3 ] [ 4 ] [ 5 ] [ 6 ] | Ensayo de prueba de Mark 5, sistema de implosión de 92 puntos de lentes, utilizado como primario para Ivy Mike. En Enjebi y en la isla de Mujinkarikku se construyeron edificios simulados (casas, búnkeres, fábricas). Hansen: "extremo oeste de Engebi". |
| George | 1951 de mayo de 8 20:30:00.7   | MHT (11 hrs)       | Ebiriru (Ruby), Enewetak Atoll 11°37′37″N 162°17′47″E / 11.62703, 162.29626 | 2 m (6 ft 7 in) + 62 m (203 ft) | torre, desarrollo de armas           | "Cylinder"  | 225 kt      |                                      | [ 2 ] [ 3 ] [ 4 ] [ 5 ] [ 6 ] | Núcleo de deuterio, prueba de prueba de diseño termonuclear escalonado, pero la mayoría de rendimiento de fisión potenciada. |
| Item   | 1951 de mayo de 24 17:16:59.3  | MHT (11 hrs)       | Enjebi (Janet), Enewetak Atoll 11°39′58″N 162°14′33″E / 11.66604, 162.24254 | 2 m (6 ft 7 in) + 62 m (203 ft) | torre, desarrollo de armas           | "Booster"   | 45.5 kt     |                                      | [ 2 ] [ 3 ] [ 5 ] [ 6 ]       | Primero ensayo reforzado con tritio. |

1. ↑  The US, France and Great Britain have code-named their test events, while the USSR and China did not, and therefore have only test numbers (with some exceptions – Soviet peaceful explosions were named). Word translations into English in parentheses unless the name is a proper noun. A dash followed by a number indicates a member of a salvo event.  The US also sometimes named the individual explosions in such a salvo test, which results in "name1 – 1(with name2)". If test is canceled or aborted, then the row data like date and location discloses the intended plans, where known.
2. ↑  To convert the UT time into standard local, add the number of hours in parentheses to the UT time; for local daylight saving time, add one additional hour. If the result is earlier than 00:00, add 24 hours and subtract 1 from the day; if it is 24:00 or later, subtract 24 hours and add 1 to the day. All historical timezone data (excepting Johnston Atoll) are derived from here:
3. ↑  Rough place name and a latitude/longitude reference; for rocket-carried tests, the launch location is specified before the detonation location, if known. Some locations are extremely accurate; others (like airdrops and space blasts) may be quite inaccurate. "~" indicates a likely pro-forma rough location, shared with other tests in that same area.
4. ↑  Elevation is the ground level at the point directly below the explosion relative to sea level; height is the additional distance added or subtracted by tower, balloon, shaft, tunnel, air drop or other contrivance. For rocket bursts the ground level is "N/A". In some cases it is not clear if the height is absolute or relative to ground, for example, Plumbbob/John.  No number or units indicates the value is unknown, while "0" means zero. Sorting on this column is by elevation and height added together.
5. ↑  Atmospheric, airdrop, balloon, gun, cruise missile, rocket, surface, tower, and barge are all disallowed by the Partial Nuclear Test Ban Treaty. Sealed shaft and tunnel are underground, and remained useful under the PTBT. Intentional cratering tests are borderline; they occurred under the treaty, were sometimes protested, and generally overlooked if the test was declared to be a peaceful use.
6. ↑  Include weapons development, weapon effects, safety test, transport safety test, war, science, joint verification and industrial/peaceful, which may be further broken down.
7. ↑  Designations for test items where known, "?" indicates some uncertainty about the preceding value, nicknames for particular devices in quotes. This category of information is often not officially disclosed.
8. ↑  Estimated energy yield in tons, kilotons, and megatons. A ton of TNT equivalent is defined as 4.184 gigajoules (1 gigacalorie).
9. ↑  Radioactive emission to the atmosphere aside from prompt neutrons, where known.  The measured species is only iodine-131 if mentioned, otherwise it is all species. No entry means unknown, probably none if underground and "all" if not; otherwise notation for whether measured on the site only or off the site, where known, and the measured amount of radioactivity released.